# Mumbai Falcons
La Mumbai Falcons è una scuderia automobilistica indiana con sede a Pune, fondata nel novembre 2019 dal Gadhoke Group.  È la prima squadra indiana a competere in campionati internazionali di monoposto, con l’obiettivo di sviluppare giovani talenti e promuovere il motorsport in India.  

## Storia
La squadra ha debuttato nel novembre 2019 nella X1 Racing League, una serie automobilistica indiana, con i piloti Kush Maini, Mikkel Jensen, Pippa Mann, Karthik Tharani e Sohil Shah.  Nel 2021, Mumbai Falcons è diventata la prima scuderia indiana a partecipare al campionato F3 Asian Championship, con i piloti Jehan Daruvala e Kush Maini.  La squadra ha concluso il campionato al terzo posto, con Daruvala che ha ottenuto tre vittorie.  
Nel 2022, Mumbai Falcons ha partecipato al Formula Regional Asian Championship, vincendo sia il campionato piloti con Arthur Leclerc sia il campionato squadre. Nel 2023, la squadra ha vinto il Formula Regional Middle East Championship con Andrea Kimi Antonelli e il Formula 4 UAE Championship con James Wharton. Nel 2024, ha vinto nuovamente il Formula 4 UAE Championship con Freddie Slater.  

## Campionati e risultati
Formula Regional Middle East Championship
2023: Vittoria del campionato piloti con Andrea Kimi Antonelli e del campionato squadre.
2024: Rafael Câmara ha ottenuto due vittorie e il terzo posto nel campionato piloti.
2025: Freddie Slater ha vinto quattro gare e il campionato squadre. 

## Formula 4 UAE Championship
2023: Vittoria del campionato piloti con James Wharton e del campionato squadre.
2024: Vittoria del campionato piloti con Freddie Slater e del campionato squadre.  

## Formula 4 Middle East Championship
2025: Kean Nakamura-Berta ha vinto una gara e ha ottenuto il terzo posto nel campionato piloti.  La squadra ha concluso al secondo posto nel campionato squadre.  

## Piloti di rilievo
- Arthur Leclerc: Fratello di Charles Leclerc, ha vinto il campionato piloti nel Formula Regional Asian Championship 2022.
- Andrea Kimi Antonelli: Ha vinto il campionato piloti nel Formula Regional Middle East Championship 2023.
- James Wharton: Ha vinto il campionato piloti nel Formula 4 UAE Championship 2023.
- Freddie Slater: Ha vinto il campionato piloti nel Formula 4 UAE Championship 2024.
- Kean Nakamura-Berta: Ha ottenuto il terzo posto nel campionato piloti del Formula 4 Middle East Championship 2025.

## Filosofia e obiettivi
Mumbai Falcons si propone di sviluppare una squadra di motorsport sostenibile e di promuovere il talento indiano a livello internazionale.  La squadra è guidata da Armaan Ebrahim e Arianna Gadhoke e ha come obiettivo la crescita dell'ecosistema del motorsport in India.